# MediaNet
株式會社東京電視MediaNet是日本東京電視台的子公司，其製作的動畫主要供應給東京電視台的主頻道及其附屬日本動畫頻道AT-X播放。該公司製作的動畫至今已播放的有二十套，包括《零戰士》、《星夢美少女》及《寵物小精靈》等。

## 沿革
1978年4月1日，東京12頻道成立子公司「東京12節目販賣」。1981年10月1日，東京12頻道改名為東京電視台，東京12節目販賣改名為「東京電視MediaNet」。1997年12月24日，東京電視MediaNet創辦的專業動畫頻道AT-X開播。1999年10月7日，東京電視MediaNet吸收合併「東京電視軟體」（テレビ東京ソフトウェア，簡稱為「SOFTX」）。2000年6月26日，東京電視MediaNet與東京電視台合資成立「株式會社AT-X」。2000年9月，東京電視MediaNet將AT-X經營權移交株式會社AT-X。

## 代表作
- 神秘的世界（原名：神秘の世界エルハザード）
- 巴比倫2世（原名：バビル2世）
- 零戰士（原名：コスモウォーリアー零）
- 幻魔大戰（原名：幻魔大戦）
- 魔獸戰線（原名：魔獣戦線）
- 寶可夢系列 (動畫)（亞洲）（原名：ポケットモンスター）
- 男女蹺蹺板
- 哈姆太郎（原名：とっとこハム太郎）
- 星夢美少女（原名：カレイドスター）
- 魔偵探洛基（原名：魔探偵ロキ）
- 守護甜心!
- 戀愛班長
- 寶石寵物 Tinkle☆

## 相關網頁
- MediaNet官方網頁 （页面存档备份，存于）